# William Sharp
William Sharp (Paisley, 12 settembre 1855 – Bronte, 12 dicembre 1905) è stato uno scrittore e poeta scozzese.
Scrisse, a partire da 1893, anche sotto lo pseudonimo di Fiona MacLeod, tenuto quasi segreto durante la sua vita. Fu, inoltre, editore di poesie di Ossian, Walter Scott, Matthew Arnold, Algernon Swinburne e Eugene Lee-Hamilton. 

## Biografia
Sharp nacque a Paisley, studiò presso la Glasgow Academy e presso l'Università di Glasgow, che frequentò nel 1871-1872 senza completare gli studi. Nel 1872 si ammalò di tifo. Nel periodo 1874-1875 lavorò presso uno studio legale a Glasgow.
Venne sepolto nel cimitero privato del Castello di Nelson, sito tra Bronte e Maniace, dove il poeta soggiornò negli ultimi anni di vita.